# Ірина Бульмага
Ірина Бульмага (рум. Irina Bulmaga; нар. 11 листопада 1993) — румунська, раніше молдовська, шахістка, гросмейстер серед жінок (2012), міжнародний майстер серед чоловіків (2013).
Її рейтинг станом на березень 2020 року — 2449 (30-те місце у світі, 1-ше — серед шахісток Румунії).

## Біографія
Вихованка молдовського шахового майстра Бориса Іткіса. Від 2001 до 2009 року неодноразово перемагала на юніорських чемпіонатах Молдови серед дівчат у різних вікових категоріях. Тричі поспіль перемагала на чемпіонатах світу серед школярок (2005, 2006, 2007). Двічі поспіль перемагала на жіночих шахових чемпіонатах Молдови. Від 2009 року представляє Румунію. З 2010 по 2013 рік багато разів перемагала на юніорських чемпіонатах Молдови серед дівчат у вікових категоріях U18 і U20. У 2010 році перемогла на жіночих чемпіонатах Румунії з бліцу і швидких шахів. 2011 року стала другою призеркою на жіночому чемпіонаті Румунії. 2014 року перемогла на жіночому міжнародному шаховому турнірі в Бреїлі.
Представляла Румунію на п'яти шахових олімпіадах (2008—2016), де в індивідуальному заліку здобула бронзову медаль (2014), і на трьох командних чемпіонатах Європи (2011—2015). У 2013 році представляла Румунію на командному чемпіонаті світу.